# Wybory powszechne w Bośni i Hercegowinie w 1998 roku
Wybory powszechne w Bośni i Hercegowinie w 1998 roku – wybory przeprowadzone w dniach 12–13 września 1998 roku. Wybory do Izby Reprezentantów przeprowadzono oddzielnie w Federacji BiH i Republice Serbskiej. W wyborach do Prezydium każda z trzech wspólnot narodowych wybierała swego przedstawiciela. Boszniacy ponownie wybrali Aliję Izetbegovića, wśród Chorwatów zwyciężył Ante Jelavić, a wśród Serbów Živko Radišić. W wyborach do Izby Reprezentantów najwięcej mandatów (17 z 42) uzyskała Koalicja dla Jedności i Demokracji składająca się z partii:
- Partia Akcji Demokratycznej,
- Partia Dla Bośni i Hercegowiny,
- Partia Liberalna,
- Partia Obywatelska.

Frekwencja w wyborach do Izby Reprezentantów wynosiła 68%, a w wyborach prezydenckich 67,8%.

## Wyniki

### Wybory do Prezydium
| Kandydat                | Partia                       | Liczba głosów | %         |
| Boszniacy               | Boszniacy                    | Boszniacy     | Boszniacy |
| ----------------------- | ---------------------------- | ------------- | --------- |
| Alija Izetbegović       | Partia Akcji Demokratycznej  | 511 541       | 86,8      |
| Fikret Abdić            | DNZ                          | 36 438        | 6,1       |
| Sefer Halilović         | BPS                          | 33 687        | 5,7       |
| Hajrija Rahmanović      | Partia Bośniaków             | 7 694         | 1,3       |
| Chorwaci                |                              |               |           |
| Ante Jelavić            | HDZ BiH                      | 189 438       | 52,9      |
| Gradimir Gojer          | Partia Socjaldemokratyczna   | 113 961       | 31,8      |
| Krešimir Zubak          | Nowa Inicjatywa Chorwacka    | 40 480        | 11,4      |
| Senka Nožica            | Partia Republikańska         | 11 088        | 3,1       |
| Saša Nišandžić          | Partia Bośniaków             | 2 638         | 0,7       |
| Serbowie                |                              |               |           |
| Živko Radišić           | Sloga¹                       | 359 937       | 51,3      |
| Momčilo Krajišnik       | Serbska Partia Demokratyczna | 314 236       | 44,7      |
| Zoran Tadić             | Serbska Partia Patriotyczna  | 27 388        | 0,3       |
| Głosy nieważne          | Głosy nieważne               | 182 627       | –         |
| Razem                   | Razem                        | 1 865 693     | 100       |
| Źródło: Nohlen & Stöver |                              |               |           |

¹ Sloga to nazwa koalicji SNS-SP-SNSD

### Izba Reprezentantów
| Partia                                         | Liczba głosów                 | %                             | Liczba mandatów               | +/−                           |
| Federacja Bośni i Hercegowiny                  | Federacja Bośni i Hercegowiny | Federacja Bośni i Hercegowiny | Federacja Bośni i Hercegowiny | Federacja Bośni i Hercegowiny |
| ---------------------------------------------- | ----------------------------- | ----------------------------- | ----------------------------- | ----------------------------- |
| SDA-SBiH-LS-GDS                                | 455 668                       | 26,4                          | 14                            | 2                             |
| HDZ BiH                                        | 187 707                       | 10,9                          | 6                             | 2                             |
| Socjaldemokratyczna Partia Bośni i Hercegowiny | 138 004                       | 8,0                           | 4                             | 2                             |
| Unia Socjaldemokratów Bośni i Hercegowiny      | 28 740                        | 1,7                           | 2                             | 2                             |
| Nowa Inicjatywa Chorwacka-HKDU                 | 28 572                        | 1,7                           | 1                             | –                             |
| DNZ                                            | 21 452                        | 1,2                           | 1                             | 1                             |
| Partia Bośniaków                               | 13 601                        | 0,8                           | 0                             | 2                             |
| DSP                                            | 12 991                        | 0,8                           | 0                             | –                             |
| Bośniacka Partia Patriotyczna                  | 11 726                        | 0,7                           | 0                             |                               |
| HSP BiH                                        | 10 305                        | 0,6                           | 0                             |                               |
| Serbska Partia Radykalna                       | 7 847                         | 0,5                           | 0                             | –                             |
| Koalicja Centrum                               | 7 426                         | 0,4                           | 0                             | –                             |
| Bośniacka Partia Praw                          | 4 900                         | 0,3                           | 0                             | –                             |
| HSS BiH                                        | 2 226                         | 0,1                           | 0                             |                               |
| Inne partie                                    | 20 092                        | 0,9                           | 0                             |                               |
| Republika Serbska                              |                               |                               |                               |                               |
| SNS-SP-SNSD                                    | 214 716                       | 12,4                          | 4                             | –                             |
| Serbska Partia Demokratyczna                   | 162 721                       | 9,4                           | 4                             | 5                             |
| SDA-SBiH-LS-GDS                                | 128 277                       | 7,4                           | 3                             | –                             |
| Serbska Partia Radykalna                       | 118 552                       | 6,9                           | 2                             | 2                             |
| Radykalna Partia Republiki Serbskiej           | 27 686                        | 1,6                           | 1                             | 0                             |
| Serbska Koalicja dla Republiki Serbskiej       | 24 957                        | 1,4                           | 0                             | –                             |
| Partia Socjaldemokratyczna                     | 21 872                        | 1,3                           | –                             | –                             |
| Partia Demokratyczna Republiki Serbskiej       | 14 956                        | 0,9                           | 0                             | –                             |
| HDZ BiH                                        | 12 385                        | 0,7                           | –                             | –                             |
| NHI-HKDU                                       | 11 508                        | 0,7                           | –                             | –                             |
| Partia Emerytów Republiki Serbskiej            | 8 204                         | 0,5                           | 0                             | –                             |
| Inne partie                                    | 29 172                        | 1,7                           | –                             | –                             |
| Głosy nieważne                                 | 143 850                       | –                             | –                             | –                             |
| Razem                                          | 1 780 083                     | 100                           | 42                            |                               |
| Źródło: Nohlen & Stöver, CEC                   |                               |                               |                               |                               |